# Нова Гадка
Нова Гадка (пол. Nowa Gadka) — село в Польщі, у гміні Ксаверув Паб'яницького повіту Лодзинського воєводства. Населення — 271 особа (2011).

## Демографія
Демографічна структура станом на 31 березня 2011 року:
|          | Загалом | Допрацездатний вік | Працездатний вік | Постпрацездатний вік |
| -------- | ------- | ------------------ | ---------------- | -------------------- |
| Чоловіки | 137     | 27                 | 96               | 14                   |
| Жінки    | 134     | 21                 | 80               | 33                   |
| Разом    | 271     | 48                 | 176              | 47                   |